# Kapittelhuis (Sittard)

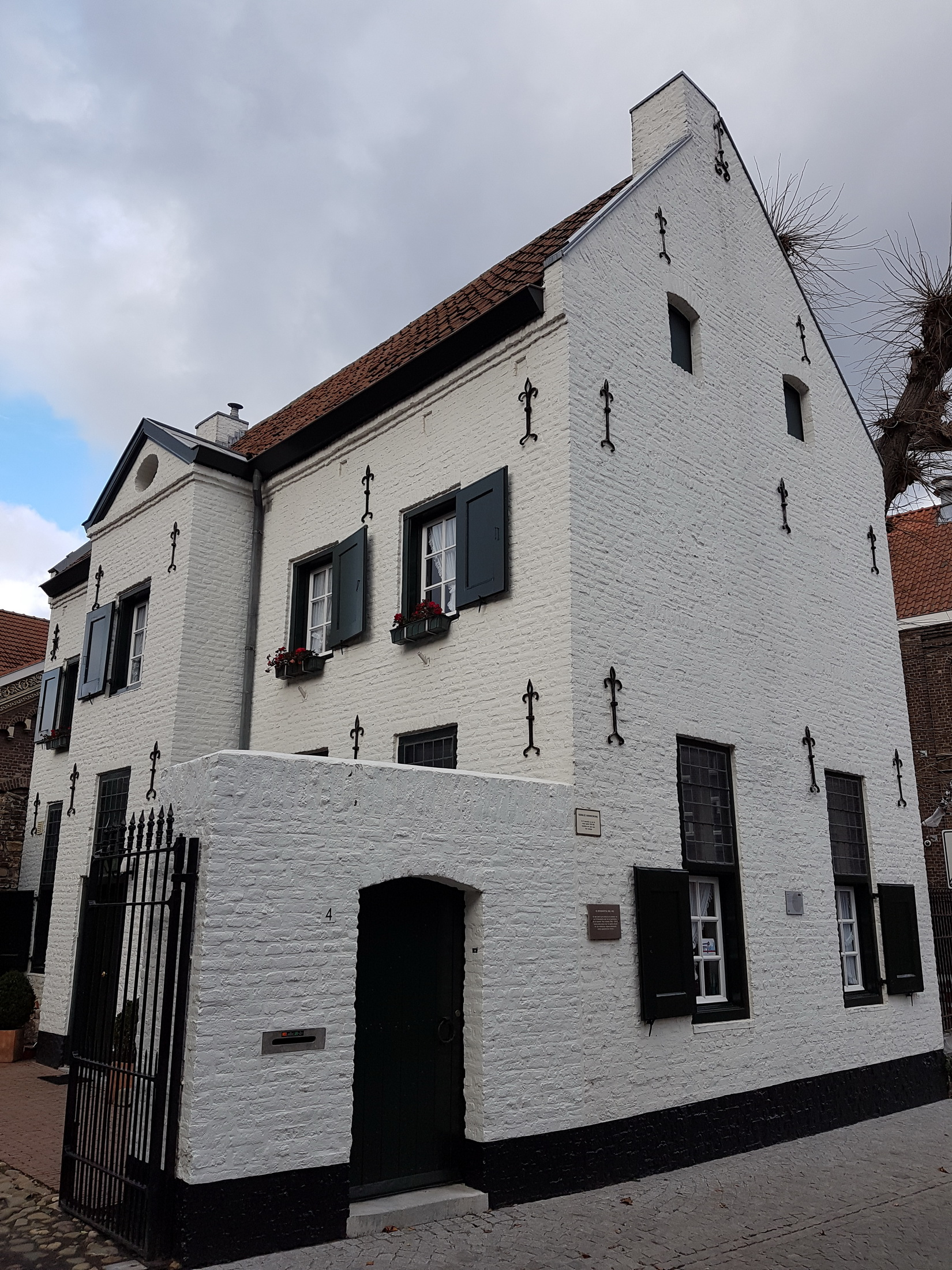
Het Kapittelhuis

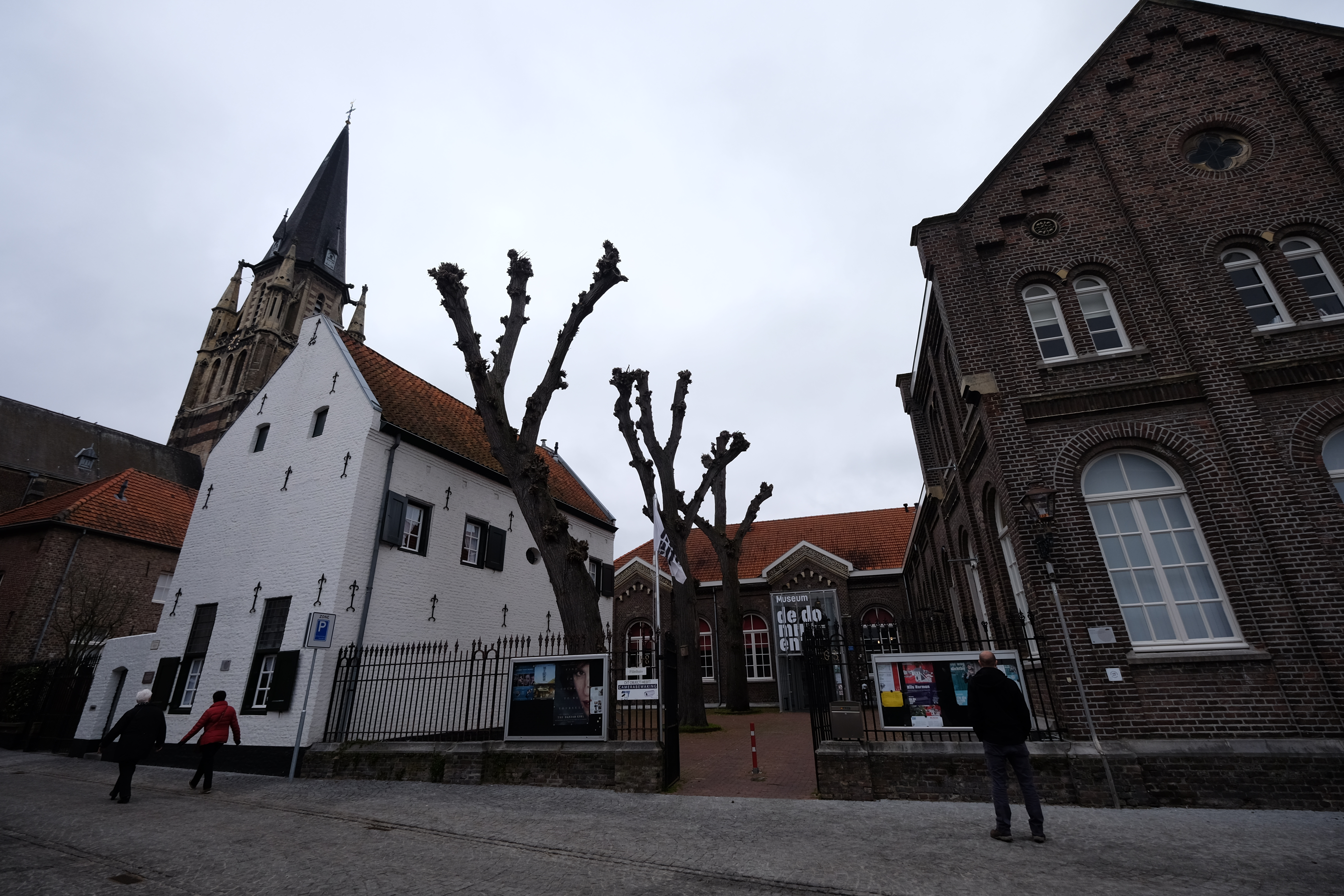
Het Kapittelhuis (links) met ernaast Erfgoedcentrum De Domijnen en links erachter de toren van de Sint-Petrus' Stoel van Antiochiëkerk

Het Kapittelhuis is een gebouw in Sittard in de Nederlands Zuid-Limburgse gemeente Sittard-Geleen. Het gebouw op Kapittelstraat 4 staat in het centrum van de stad op ongeveer 30 meter ten noordoosten van de Sint-Petrus' Stoel van Antiochiëkerk. Het gebouw was een van de kanunnikenhuizen/kapittelhuizen die de stad vroeger had.

## Geschiedenis
In de tweede helft van de 17e eeuw of de eerste helft van de 18e eeuw werd het pand gebouwd als kapittelhuis. Het werd bewoond door een scholaster van het St.-Petruskapittel en door de kapittelheren van de collegiale kerk van Sint-Petrus' Stoel van Antiochië.
Op 15 oktober 1974 werd het gebouw ingeschreven in het rijksmonumentenregister.
In 1977 werd het gebouw gerestaureerd.

## Bouwwerk
Het pand is opgetrokken in baksteen en wit geschilderd. De topgevel bevindt zich aan de straatzijde en heeft vlechtingen. De gevel aan de zuidwestzijde kenmerkt zich door een risaliet die wordt getopt door een fronton.